# Nga can thiệp vào cuộc bầu cử tổng thống Hoa Kỳ 2016
Chính phủ Nga đã can thiệp vào cuộc bầu cử tổng thống Hoa Kỳ năm 2016 với các mục tiêu làm tổn hại đến chiến dịch tranh cử của Hillary Clinton, tăng khả năng Donald Trump làm ứng cử viên, và làm gia tăng bất hòa chính trị–xã hội ở Hoa Kỳ. Theo cộng đồng tình báo Hoa Kỳ, chiến dịch này—có biệt danh là Dự án Lakhta—do Tổng thống Nga Vladimir Putin trực tiếp ra lệnh. Báo cáo của Tư vấn Đặc biệt, được công bố vào tháng Tư năm 2019, đã xem xét nhiều lần tương tác giữa chiến dịch tranh cử của Trump và các quan chức Nga nhưng kết luận rằng không có đủ bằng chứng để đưa ra bất kỳ bản án âm mưu hoặc câu kết nào chống lại Trump hoặc các cộng sự của ông ta.
Cơ quan Nghiên cứu Internet (IRA), có trụ sở tại Saint Petersburg, Nga, được mô tả như một nhà máy troll, đã tạo ra hàng nghìn tài khoản mạng xã hội với tự nhận là người Mỹ ủng hộ các nhóm chính trị cực đoan và lên kế hoạch hoặc quảng bá các sự kiện ủng hộ Trump và chống lại Clinton. Họ đã tiếp cận hàng triệu người dùng mạng xã hội từ năm 2013 đến năm 2017. Các bài báo bịa đặt và phản thông tin đã được lan truyền từ những phương tiện truyền thông do chính phủ Nga kiểm soát, và được quảng bá trên mạng xã hội. Ngoài ra, các hacker máy tính liên quan đến cơ quan tình báo quân đội Nga (GRU) đã xâm nhập vào hệ thống thông tin của Ủy ban Quốc gia Dân chủ (DNC), Ủy ban Chiến dịch Quốc hội Dân chủ (DCCC) và các quan chức của chiến dịch Clinton, đặc biệt là chủ tịch John Podesta, và đã công bố các email và tập tin bị đánh cắp thông qua DCLeaks, Guccifer 2.0 và WikiLeaks trong chiến dịch bầu cử. Một số cá nhân có liên quan đến Nga đã liên hệ với nhiều cộng sự chiến dịch tranh cử của Trump, đưa ra cơ hội kinh doanh cho Tổ chức Trump và đưa ra nhiều thông tin gây tổn hại về Clinton. Các quan chức chính phủ Nga đã phủ nhận mọi dính líu đến bất kỳ vụ hack hoặc rò rỉ nào.
Các hoạt động can thiệp của Nga đã sinh ra nhiều tuyên bố mạnh mẽ từ các cơ quan tình báo Hoa Kỳ, cảnh báo trực tiếp của Tổng thống Hoa Kỳ lúc bấy giờ là Barack Obama đối với Tổng thống Nga Vladimir Putin, gia hạn các biện pháp trừng phạt kinh tế đối với Nga, đóng cửa các cơ sở ngoại giao của Nga và trục xuất nhân viên của chúng. Ủy ban Tình báo của Hạ viện và Thượng viện đã tiến hành các cuộc điều tra riêng của họ về vấn đề này. Trump phủ nhận có can thiệp xảy ra, cho rằng đó là một "trò lừa bịp" do Đảng Dân chủ thực hiện để giải thích cho việc vì sao Clinton thua bầu cử.
Cục Điều tra Liên bang (FBI) đã mở cuộc điều tra Bão Crossfire về sự can thiệp của Nga vào tháng Bảy năm 2016, bao gồm tập trung vào mối liên hệ giữa các cộng sự của Trump với các quan chức Nga và nghi vấn về sự phối hợp giữa chiến dịch Trump và chính phủ Nga. Những nỗ lực của Nga nhằm can thiệp vào cuộc bầu cử lần đầu tiên được các thành viên Quốc hội Hoa Kỳ tiết lộ công khai vào tháng Chín năm 2016, được các cơ quan tình báo Mỹ xác nhận vào tháng Mười năm 2016 và được Giám đốc Văn phòng Tình báo Quốc gia giải thích chi tiết hơn vào tháng Một năm 2017. Việc sa thải James Comey, giám đốc FBI, vào tháng Năm năm 2017, là một phần do Comey điều tra về sự can thiệp của Nga.
Công việc của FBI được tiếp quản vào tháng Năm năm 2017 bởi cựu giám đốc FBI Robert Mueller, người đã dẫn đầu cuộc điều tra của Tư vấn Đặc biệt cho đến tháng Ba năm 2019. Mueller kết luận rằng sự can thiệp của Nga là "có quy mô và có hệ thống" và "vi phạm luật hình sự của Hoa Kỳ", và ông ta đã truy tố 26 công dân Nga và ba tổ chức của Nga. Cuộc điều tra cũng dẫn đến các bản cáo trạng và các bản kết tội những quan chức chiến dịch Trump và những người Mỹ có liên quan, về các tội danh không liên quan. Báo cáo của Tư vấn đặc biệt, được công bố vào tháng Tư năm 2019, đã xem xét nhiều lần tương tác giữa chiến dịch Trump và các quan chức Nga nhưng kết luận rằng, mặc dù chiến dịch Trump hoan nghênh các hoạt động của Nga và mong đợi được hưởng lợi từ chúng, nhưng không đủ bằng chứng để đưa ra bất kỳ bản án âm mưu hoặc câu kết nào chống lại Trump hoặc các cộng sự của ông ta.
Ủy ban Tình báo Thượng viện do Đảng Cộng hòa lãnh đạo đã đệ trình phần đầu tiên trong báo cáo 5 phần dài 1.313 trang của họ vào tháng Bảy năm 2019, trong đó họ kết luận rằng đánh giá của cộng đồng tình báo tháng Một năm 2017 cho rằng Nga đã can thiệp là "mạch lạc và được xây dựng tốt". Phần đầu tiên cũng kết luận rằng đánh giá là "thích đáng", vì học hỏi được từ các nhà phân tích rằng "không có áp lực về mặt chính trị để đưa ra kết luận cụ thể nào". Phần cuối cùng và phần thứ năm, là kết quả của ba năm điều tra, được công bố vào tháng Tám năm 2020, kết thúc một trong những "cuộc điều tra quốc hội được chú ý rộng rãi nhất" của Hoa Kỳ. Báo cáo của Ủy ban cho thấy chính phủ Nga đã tham gia vào một "chiến dịch sâu rộng" để phá hoại cuộc bầu cử để ủng hộ Trump, bao gồm sự hỗ trợ từ một số cố vấn của chính Trump.
Vào tháng Mười Một năm 2020, các đoạn văn mới được công bố từ báo cáo của Tư vấn Đặc biệt Robert Mueller chỉ ra rằng "Mặc dù WikiLeaks đã công bố các email bị đánh cắp từ DNC vào tháng Bảy và tháng Mười năm 2016 và Stone—một cộng sự thân cận của Donald Trump—dường như đã biết trước các tài liệu sẽ được công bố, các nhà điều tra 'không có đủ bằng chứng' để chứng minh có sự tham gia tích cực vào các vụ hack hoặc biết trước rằng các vụ trộm điện tử vẫn tiếp diễn trong quá khứ."

## Bối cảnh

### Cơ quan nghiên cứu Internet
Bắt đầu từ mùa thu năm 2014, biên tập viên của báo The New Yorker Adrian Chen thực hiện một cuộc điều tra 6 tháng vào tuyên truyền trực tuyến của Nga bởi một nhóm gọi là Cơ quan nghiên cứu Internet. The New Yorker tường thuật nó được phổ biến rộng rãi trong các phương tiện truyền thông Nga là Evgeny Prigozhin, một cộng sự thân cận của Vladimir Putin, đứng đằng sau hoạt động đó đã thuê hàng trăm cá nhân làm việc tại Saint Petersburg. Nhóm được coi là một trang trại troll, một thuật ngữ dùng để chỉ những nỗ lực tuyên truyền kiểm soát nhiều tài khoản trực tuyến với mục đích cung cấp nhân tạo làm ra vẻ một tổ chức cơ bản địa phương (grassroots). Chen cho biết Internet troll được chính phủ Nga sử dụng như một chiến thuật chủ yếu sau khi quan sát tổ chức truyền thông xã hội của cuộc biểu tình chống Putin năm 2011. Chen phỏng vấn các phóng viên Nga và các nhà hoạt động mà cho biết mục tiêu cuối cùng của công tác tuyên truyền của chính phủ Nga là để gieo mối bất hòa và hỗn loạn trực tuyến.

### Đội chống  tin vịt hủy bỏ trước bầu cử
The International Business Times tường thuật, Bộ Ngoại giao Hoa Kỳ có kế hoạch sử dụng một đơn vị được thành lập với ý định chống thông tin sai trái từ chính phủ Nga, và nó đã bị giải tán vào tháng 5 năm 2015 sau khi người đứng đầu bộ phận bỏ lỡ phạm vi tuyên truyền trước cuộc bầu cử Mỹ năm 2016. Đơn vị được phát triển trong 8 tháng trước khi bị hủy bỏ. Với tiêu đề Nhóm chống tin sai, nó khởi động lại Nhóm công tác các biện pháp tích cực được thành lập bởi chính quyền Reagan. Nó được thành lập dưới Văn phòng Chương trình Thông tin Quốc tế. Công việc bắt đầu vào năm 2014, với mục đích để chống lại tuyên truyền từ các nguồn của Nga như "Russia Today" (mạng truyền hỉnh RT). Một trang web tạm thời sẵn sàng và đội ngũ nhân viên được thuê bởi Bộ Ngoại giao Hoa Kỳ cho đơn vị trước khi hủy bỏ nó. Các quan chức tình báo Hoa Kỳ giải thích cho cựu chuyên gia phân tích của Cơ quan An ninh Quốc gia và sĩ quan phản gián John R. Schindler rằng chính quyền Obama quyết định hủy bỏ đơn vị này vì họ sợ làm mất lòng nước Nga. Một đại diện của Bộ Ngoại giao nói với International Business Times sau khi được liên lạc liên quan đến việc đóng cửa đơn vị, rằng Hoa Kỳ đã bị xáo trộn bởi tuyên truyền từ Nga, và việc bảo vệ mạnh nhất là giao tiếp một cách chân thành. Thứ trưởng Ngoại giao Hoa Kỳ về Ngoại giao Công cộng Richard Stengel là người chỉ huy đơn vị trước khi nó bị hủy bỏ. Stengel trước đó đã viết về các thông tin sai lạc bởi RT. Sau khi Bộ trưởng giao Hoa Kỳ John Kerry gọi RT là một cánh tay tuyên truyền của Kremlin, RT đòi hỏi một câu trả lời của Bộ Ngoại giao. Stengel viết rằng, RT tham gia vào một chiến dịch thông tin sai.

### Nhóm troll Nga hỗ trợ Trump

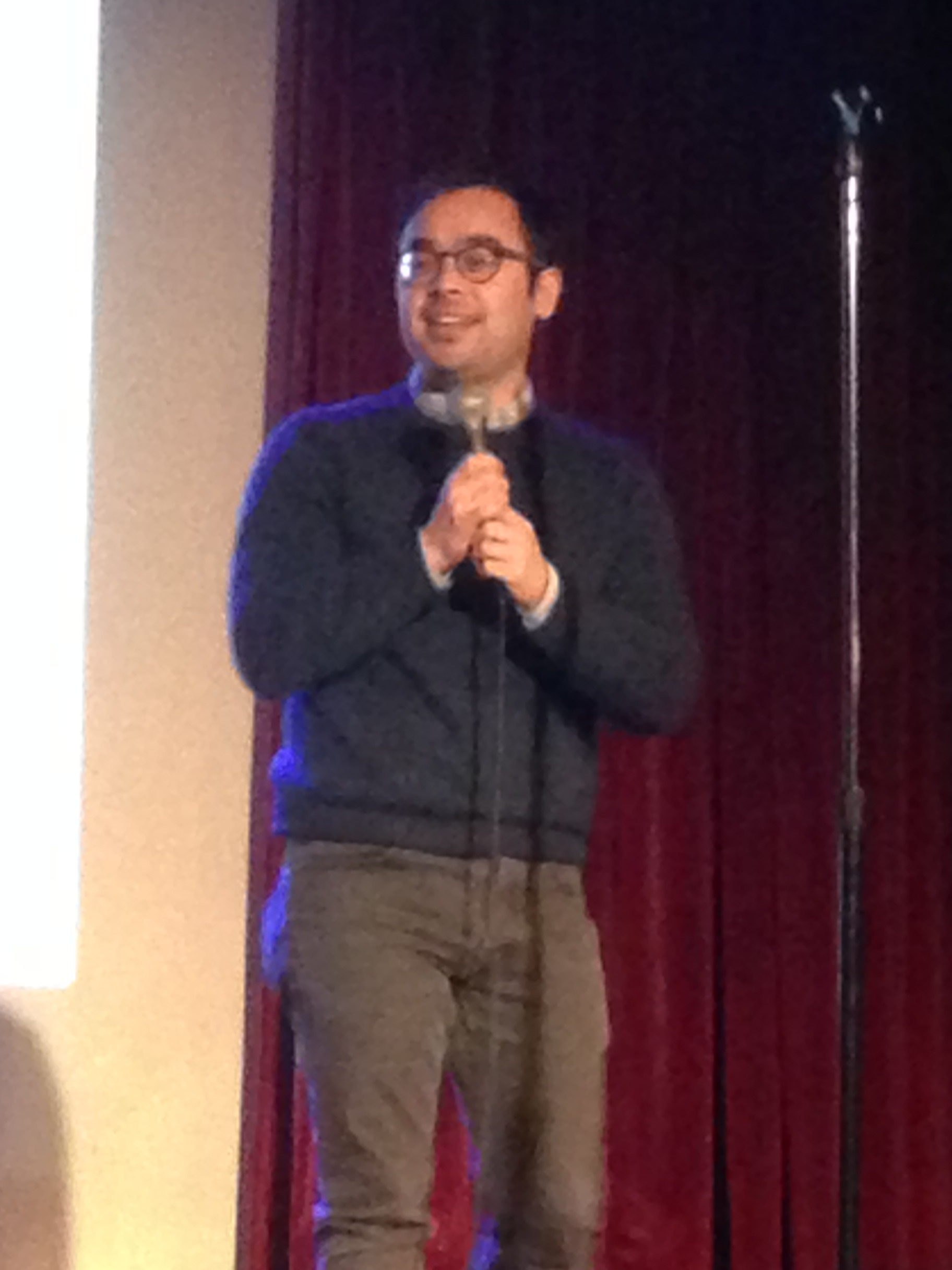
Trong tháng 12 năm 2015 Adrian Chen nhận thấy các tài khoản thân Nga bất thình lình ủng hộ Trump.

Adrian Chen quan sát một khuôn mẫu trong tháng 12 năm 2015, những tài khoản ủng hộ Nga bổng dưng hỗ trợ ứng cử viên tổng thống Hoa Kỳ năm 2016 Donald Trump. Chen ghi nhận troll "trở thành bảo thủ, giống như người bảo thủ giả mạo... tất cả tweeting về Donald Trump và các đề tài liên quan", và viết "có lẽ đó là một số chiến lược thực sự không rõ ràng, bầu Donald Trump để làm suy yếu Mỹ hoặc một cái gì đó. " 
Andrew Weisburd và thành viên Viện Nghiên cứu Chính sách đối ngoại và là thành viên cao cấp tại Trung tâm An ninh mạng và Nội địa tại Đại học George Washington, Clint Watts, đã viết cho The Daily Beast trong tháng 8 năm 2016 rằng, tuyên truyền Nga dựng lên các bài báo được phổ biến bằng phương tiện truyền thông xã hội. Weisburd và Watts ghi lại cách các tổ chức do chính phủ kiểm soát Russia Today và Sputnik News loan truyền các thông tin sai lạc từ các tài khoản thân Nga trên Twitter. Trích dẫn các nghiên cứu của Chen, họ so sánh chiến thuật của Nga trong cuộc bầu cử tổng thống Hoa Kỳ năm 2016 với các chiến lược Liên Xô thời Chiến tranh Lạnh. Họ tham chiếu báo cáo năm 1992 của Cơ quan Thông tin Hoa Kỳ cho Quốc hội Hoa Kỳ, trong đó cảnh báo về tuyên truyền Nga gọi là các biện pháp tích cực. Họ viết, các biện pháp tích cực được thực hiện dễ dàng hơn với phương tiện truyền thông xã hội. Thành viên cao cấp Viện Quan hệ quốc tế Prague và học giả về tình báo Nga, Mark Galeotti, đồng tình với quan điểm, các hoạt động điện Kremlin là một hình thức các biện pháp tích cực. The Guardian tường thuật trong tháng 11 năm 2016 quảng bá Internet mẽ nhất cho Trump là các tuyên truyền viên Nga được trả tiền, ước tính có vài ngàn troll dính líu.
Weisburd và Watts cộng tác với đồng nghiệp JM Berger và công bố một bài báo tiếp theo bài trên Daily Beast của họ đăng trên tạp chí trực tuyến War on the Rocks, có tiêu đề: "trolling cho Trump: Làm thế nào Nga đang cố gắng tiêu diệt dân chủ của chúng ta". Họ nghiên cứu 7.000 tài khoản truyền thông xã hội thân Trump trong khoảng thời gian hai năm rưỡi. Nghiên cứu của họ rất chi tiết vê việc trolling phỉ báng các người phê bình về các hoạt động của Nga ở Syria, và loan truyền những thông tin sai lầm về sức khỏe của bà Clinton. Watts cho biết tuyên truyền nhắm vào các phong trào alt-right, cánh phải, và các nhóm phát xít. BuzzFeed News đưa tin các troll do Kremlin tài trợ loan truyền tin vịt của Nga.
Ngày 24 tháng 11 năm 2016, tờ Washington Post đưa tin Viện Nghiên cứu Chính sách đối ngoại tuyên bố tuyên truyền Nga làm trầm trọng thêm những lời chỉ trích của Clinton và hỗ trợ cho Trump. Chiến lược này liên quan đến phương tiện truyền thông xã hội, troll Internet được trả lương, botnet, và các trang web nói xấu Clinton. Watts nói mục tiêu của Nga là để gây thiệt hại lòng tin tại Hoa Kỳ  Kết luận của Watts và đồng nghiệp Andrew Weisburd và J.M. Berger được xác nhận bởi các nghiên cứu từ Trường Elliott về Quan hệ Quốc tế tại Đại học George Washington và của công ty RAND.

## Phân tích an ninh mạng
Công ty bảo mật máy tính của FireEye kết luận rằng Nga sử dụng phương tiện truyền thông xã hội như một vũ khí để gây ảnh hưởng đến cuộc bầu cử tại Hoa Kỳ. Họ cũng nói rằng các hoạt động năm 2016 là một bước phát triển mới trong chiến tranh mạng của Nga, trong đó thay đổi sau mùa thu năm 2014 từ chiến thuật bí mật đến công khai, giảm đi an ninh hoạt động.
Các chuyên gia và các công ty an ninh mạng, bao gồm cả CrowdStrike, Fidelis an ninh mạng, Mandiant, SecureWorks, và ThreatConnect, và các biên tập viên cho Ars Technica, tuyên bố sự rò rỉ của các email trong cuộc bầu cử Mỹ năm 2016 là một phần trong một loạt các cuộc tấn công vào DNC của hai nhóm tình báo Nga, được gọi là Fancy Gấu và Gấu Cozy. Các nhóm cũng được gọi tương ứng là APT28 và APT29. ThreatConnect cũng kết luận rằng dự án Rò rỉ DC cho thấy điểm nổi bật của tình báo Nga, phù hợp với mô hình tấn công của các hacker nhóm GRU Fancy Bear. Sau khi phân tích an ninh mạng của nhiều công ty, mối quan tâm về khả năng can thiệp của Nga và ảnh hưởng trong các cuộc bầu cử ở các nước khác gia tăng.
Ngày 29 Tháng 11 năm 2016, giám đốc cơ quan tình báo nước ngoài của Đức, Liên bang tình báo, Bruno Kahl cảnh báo về khả năng tấn công mạng của Nga tại cuộc bầu cử của Đức năm 2017. Ông cho biết các cuộc tấn công mạng có thể mang hình thức của sự cố ý cho lây lan thông tin sai lạc. Khi có thêm những tiết lộ từ phân tích an ninh mạng về sự can thiệp của Nga trong cuộc bầu cử Mỹ được phổ biến, giám đốc cơ quan tình báo quốc nội, Văn phòng Liên bang Đức về bảo hộ Hiến pháp, Hans-Georg Maassen nói phá hoại của tình báo Nga là mối đe dọa hiện thời tới việc bảo mật thông tin của Đức.
Vào ngày 08 tháng 12 năm 2016, giám đốc Secret Intelligence Service (MI6) Alex Younger có bài phát biểu tại trụ sở MI6 nơi ông chỉ trích "sự can thiệp của Nga" như một mối nguy hiểm cho quyền lãnh đạo trong nước, và gọi thông tin sai lạc và tuyên truyền gây tổn hại đến nền dân chủ. Younger cho biết nhiệm vụ của MI6 là để chống lại tuyên truyền và thông tin sai để cung cấp cho chính phủ của ông một lợi thế chiến lược trong lĩnh vực chiến tranh thông tin, và hỗ trợ các quốc gia khác, bao gồm Hoa Kỳ và Châu Âu.

## Phân tích của tình báo Hoa Kỳ

### Giám đốc của Tình báo Quốc gia, An ninh Nội địa và CIA

#### Cùng tuyên bố tháng 10 năm 2016
Cộng đồng Tình báo Hoa Kỳ tranh luận tại sao Putin chọn mùa hè năm 2016 để leo thang các "biện pháp tích cực" ảnh hưởng tới chính trị của Hoa Kỳ. Giám đốc Tình báo Quốc gia James R. Clapper cho biết sau những cuộc phản đối ở Nga 2011-13, sự tự tin của Putin trong khả năng sống còn của mình như là một chính trị gia đã bị thương tổn, và Putin đáp trả với những hoạt động tuyên truyền. Cựu sĩ quan tình báo trung ương (CIA) Patrick Skinner giải thích mục đích là để truyền bá sự không chắc chắn. Vào tháng 7 năm 2016, trong nội bộ CIA người ta đều cho là Nga hack DNC.

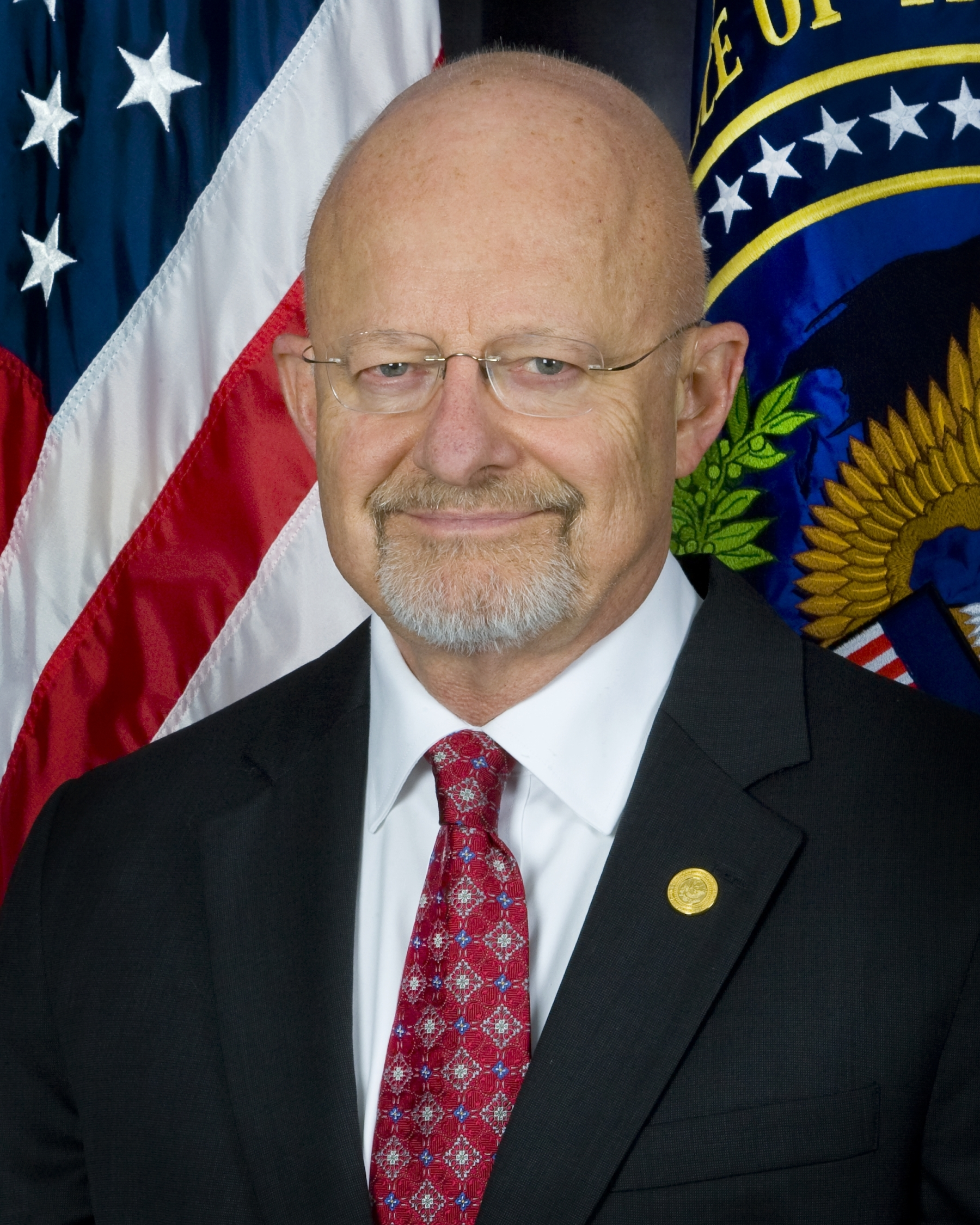
Giám đốc của Tình báo Quốc gia James R. Clapper

Ngày 07 tháng 10 năm 2016, Bộ An ninh Nội địa và Văn phòng Giám đốc tình báo quốc gia đã ban hành một tuyên bố chung về ảnh hưởng của Nga đối với cuộc bầu cử tổng thống Hoa Kỳ năm 2016. Bản tuyên bố bày tỏ sự tin tưởng Nga can thiệp vào cuộc bầu cử bằng cách ăn cắp email từ các chính trị gia và các nhóm ở Hoa Kỳ và công bố thông tin. Bản tuyên bố đại diện cho các kết luận của 17 tổ chức tình báo trong chính phủ Hoa Kỳ và Bộ trưởng An ninh Nội địa Hoa Kỳ. Đến ngày 02 Tháng 12 2016, các nguồn tin tình báo nói với CNN, Cộng đồng Tình báo Hoa Kỳ tin rằng những nỗ lực của Nga nhằm giúp Trump giành chiến thắng trong cuộc bầu cử.

#### Bản báo cáo CIA 2016
Ngày 09 tháng 12, CIA nói với các nhà lập pháp Hoa Kỳ, Cộng đồng tình báo Hoa Kỳ kết luận Nga tiến hành các hoạt động trong cuộc bầu cử năm 2016 ở Hoa Kỳ để hỗ trợ Donald Trump đoạt chiến thắng nhiệm kỳ tổng thống. Nhiều cơ quan tình báo Hoa Kỳ kết luận những người có quan hệ trực tiếp với điện Kremlin giao cho WikiLeaks email bị hack từ DNC và các nguồn khác như John Podesta, chủ tịch chiến dịch tranh cử cho bà Hillary Clinton. Những tổ chức tình báo kết luận Nga hack RNC cũng như DNC-và đã chọn không để rò rỉ thông tin thu được từ RNC. Điều này dựa trên các bằng chứng thu được trước cuộc bầu cử. Một quan chức cấp cao của Mỹ cho biết đây là sự đồng thuận của nhiều cơ quan tình báo. CIA cho biết nhân viên tình báo nước ngoài là các gián điệp Nga, Hoa Kỳ đã biết đến trước đây. CIA nói với các thượng nghị sĩ Hoa Kỳ rõ ràng đó là ý định của Nga để giúp Trump.

#### Dính líu của Vladimir Putin

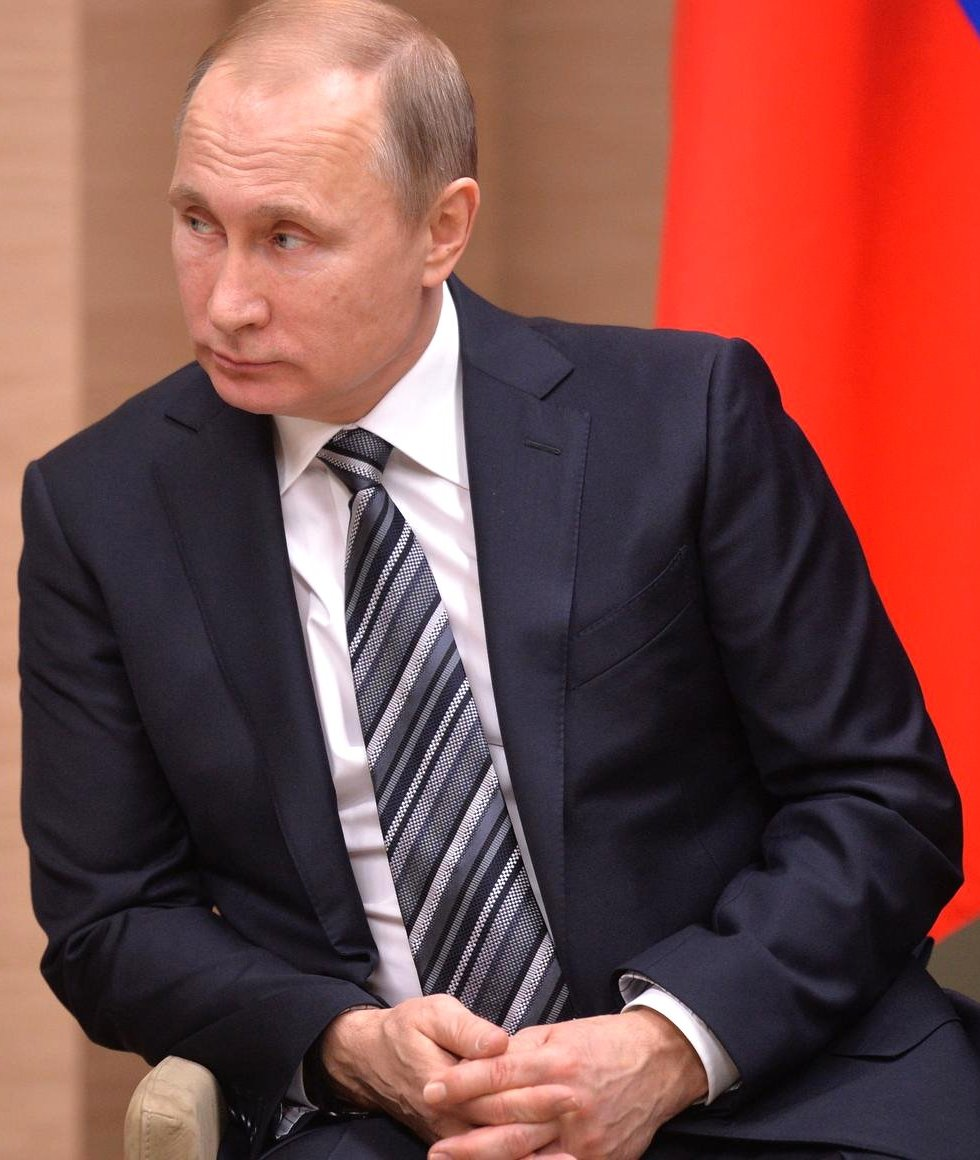
NBC News, CBS News, ABC News, CNN, và Reuters mỗi thông tấn xã nói chuyện độc lập với nhau với các viên chức tình báo khác nhau, mà đều nói chính Vladimir Putin đích thân kiểm soát chiến dịch ngầm này.

NBC News đưa tin hai nhân viên cao cấp của liên bang cho biết, các quan chức điều hành tình báo sau cuộc bầu cử tin rằng, Vladimir Putin đích thân kiểm soát chiến dịch. Họ cho biết, động cơ của Putin bắt đầu là một mối hận thù đối với Hillary Clinton, và phát triển thành một mong muốn kích động sự mất lòng tin toàn cầu đối với Hoa Kỳ  Họ cho biết, các hoạt động cần sự chấp thuận của các quan chức hàng đầu của Nga, trong khi Putin duy trì quyền kiểm soát tuyệt đối. Việc đánh giá này được lặp lại bởi các quan chức nói với CBS News. ABC News tường thuật những tin tương tự như vậy lấy từ các quan chức Hoa Kỳ và nước ngoài. Theo ABC News, các hoạt động bắt đầu từ quân đội Nga ở cấp thấp, như là một nỗ lực để thâm nhập vào máy tính thuộc về các chính trị gia của đảng Dân chủ và Cộng hòa. Putin trở thành cá nhân có liên quan sau khi Nga truy cập DNC. Hai quan chức cao cấp nói với CNN, quy mô của các hoạt động cần sự hỗ trợ từ những nhân vật đứng đầu chính quyền của chính phủ Nga. Reuters cho biết theo chỉ đạo của Putin các mục tiêu phát triển từ chỉ trích nền dân chủ Mỹ đến tấn công Clinton. Mục đích của Putin chuyển sang giúp Trump đắc cử trong năm 2016, khi ông cảm thấy ứng cử viên này sẽ ủng hộ Nga liên quan đến các biện pháp trừng phạt tài chính của Hoa Kỳ. Một quan chức tình báo giải thích với Reuters rằng, do kinh nghiệm trước đây khi Putin còn là một gián điệp cho KGB, ông duy trì sự kiểm soát chặt chẽ hơn đối với các hoạt động tình báo Nga.
Phó Cố vấn An ninh Quốc gia Ben Rhodes xuất hiện trên MSNBC vào ngày 15 tháng 12 năm 2016, đồng ý với đánh giá này, nói rằng các hoạt động với cường độ này cần sự đồng ý của Putin. Bí thư ký báo chí Nhà Trắng, Josh Earnest, lưu ý trong một cuộc họp báo ngày 15 tháng 12 rằng, Cộng đồng Tình báo Mỹ có kết luận tương tự, và ông trích dẫn từ tháng 10 năm 2016 thư chung của Giám đốc Tình báo Quốc gia và Bộ Nội An, nói rằng chiến dịch cần được sự chấp thuận của cấp cao nhất trong chính phủ Nga.
Theo bản tường thuật của các cơ quan tình báo Hoa Kỳ vào ngày 6.1.2017, Putin cho là, dễ thành lập với Trump một liên minh chống khủng bố hơn. Ngoài ra ông ta có những kinh nghiệm tốt với các nhà lãnh đạo phương Tây, mà cùng chia sẻ những lợi ích thương mại với ông. Bản báo cáo nêu tên cựu thủ tướng Gerhard Schröder (SPD) và cựu thủ tướng Silvio Berlusconi làm ví dụ.

### Cục Điều tra Liên bang Hoa Kỳ

Huy hiệu của Cục Điều tra Liên bang Hoa Kỳ

Vào tháng 6 năm 2016, Cục Điều tra Liên bang (FBI) thông báo Đảng Cộng hòa bang Illinois rằng, một số tài khoản email của họ có thể đã bị hack. Vào ngày 31 tháng 10 năm 2016, The New York Times nói rằng, FBI kiểm tra các mối liên hệ có thể có giữa Trump và Nga đã không tìm thấy một kết nối. Vào thời điểm đó các quan chức FBI nghĩ Nga được thúc đẩy để tạo ra một sự hỗn loạn chung và không cụ thể muốn Trump đắc cử. Một quan chức giấu tên không cho là các máy chủ RNC đã bị hack, và tuyên bố rằng, nỗ lực của Nga để truy cập vào máy chủ RNC đã không thành công. Vào ngày 11 tháng 12 năm 2016 trong cuộc phỏng vấn với George Stephanopoulos của ABC News, chủ tịch RNC Reince Priebus nói họ liên lạc với FBI khi họ biết DNC bị hack, và sau khi xem xét đã xác định được máy chủ của họ an toàn. Trong một buổi điều trần tại Ủy ban Tình báo Hạ viện, FBI cho biết họ không biết rõ về động cơ.
Ngày 16 tháng 12 năm 2016, Giám đốc Cơ quan Tình báo Trung ương John O. Brennan nói FBI và Giám đốc tình báo quốc gia ủng hộ kết luận của CIA rằng chính phủ Nga đã can thiệp vào cuộc bầu cử Mỹ năm 2016 với động cơ hỗ trợ Donald Trump để được bầu vào tòa Nhà Trắng, và tấn công các giá trị dân chủ của Hoa Kỳ. Brennan gửi một bức thư cho các nhân viên của ông nói rằng ông đã tổ chức một cuộc họp với Giám đốc Cục Điều tra Liên bang James Comey và Giám đốc Tình báo Quốc gia James R. Clapper, và rằng tất cả đều đồng ý về những kết luận này. Brennan nói rằng, FBI, CIA, và DNI đều công nhận tầm quan trọng của việc làm việc chung với nhau để hoàn thành chỉ đạo của tổng thống trong việc điều tra vụ này.

### Bản báo cáo phân tích chung 29 tháng 12
Ngày 29 tháng 12, FBI và Bộ An ninh Nội địa (DHS) công bố một báo cáo phân tích chung, cho biết "các chi tiết kỹ thuật về các công cụ và cơ sở hạ tầng được sử dụng bởi các cơ quan tình báo dân sự và quân sự Nga (RIS) để xâm nhập và khai thác các mạng lưới và thiết bị đầu cuối liên hệ với cuộc bầu cử Mỹ, cũng như một loạt các thực thể chính phủ Hoa Kỳ, chính trị, và các tổ chức khu vực tư nhân"  Chính phủ Mỹ gọi các hoạt động trên mạng độc hại này của Nga dưới tên mã GRIZZLY STEPPE.
Bản báo cáo bao gồm các mẫu phần mềm độc hại và các chi tiết kỹ thuật khác làm bằng chứng cho thấy chính phủ Nga đã hack Ủy ban Quốc gia Dân chủ. Cùng với báo cáo, DHS "phát hành một danh sách dài các địa chỉ Internet, tập tin máy tính, mã phần mềm độc hại và những " chữ ký " khác mà nó cho biết tin tặc Nga đã sử dụng."  Viết tại Ars Technica, Dan Goodin chỉ trích báo cáo cung cấp hầu như không có bằng chứng mới về sự tham gia của Nga.

### Điều trần tại Thượng viện Hoa Kỳ ngày 05/01/2017
Giám đốc Cơ quan Tình báo Quốc gia, James Clapper, nhấn mạnh tại buổi điều trần ở Ủy ban Quân vụ Thượng viện: "Đánh giá của chúng tôi hiện nay còn quả quyết hơn". Ông khẳng định, ông tin tưởng cao độ rằng Nga đã tấn công tin tặc các định chế và các nhân vật bên đảng Dân chủ cũng như phổ biến tuyên truyền và tin giả nhắm vào cuộc bầu cử ngày 8/11/16.

## Phản ứng chính quyền

### Chính phủ Obama

Tổng thống Obama chỉ đạo Cộng đồng Tình báo Hoa Kỳ điều tra những nỗ lực của Nga gây ảnh hưởng tới cuộc bầu cử và báo cáo trong tháng 1 năm 2017.

Tổng thống Obama và Vladimir Putin đã có một cuộc thảo luận về các vấn đề bảo mật máy tính trong tháng 9 năm 2016, diễn ra trong suốt một giờ rưỡi. Trong cuộc thảo luận, diễn ra bên lề hội nghị thượng đỉnh G20 lúc đó đang được tổ chức ở Trung Quốc, Obama bày tỏ quan điểm của ông về các vấn đề an ninh mạng giữa Mỹ và Nga. Một tháng sau cuộc thảo luận, việc rò rỉ email từ các cuộc tấn công mạng DNC vẫn không ngừng, và Tổng thống Obama đã quyết định liên lạc với ông Putin trên đường dây nóng Moscow-Washington, thường được gọi là "điện thoại đỏ". Trong cuộc thảo luận này diễn ra vào ngày 31 tháng 10 năm 2016, Tổng thống Obama sử dụng cụm từ "cuộc xung đột vũ trang" để nhấn mạnh tính nghiêm trọng của tình hình. Ông nói với Putin: "Luật pháp quốc tế, bao gồm cả pháp luật về xung đột vũ trang, áp dụng cho các hành động trong không gian mạng. Chúng tôi sẽ áp dụng với Nga những tiêu chuẩn này." Một đại diện cho Nhà Trắng khẳng định với NBC News rằng các dòng điện thoại đỏ được sử dụng liên lạc với Kremlin trực tiếp vào ngày 31 tháng 10 năm 2016.
Ngày 09 tháng 12 năm 2016, Tổng thống Obama ra lệnh cho Cộng đồng Tình báo Hoa Kỳ điều tra sự can thiệp của Nga trong cuộc bầu cử và báo cáo trước khi ông rời nhiệm sở vào ngày 20 tháng 1 năm 2017. Cố vấn An ninh quốc gia Hoa Kỳ và cố vấn trưởng chống khủng bố loan báo nghiên cứu, và nói rằng sự xâm nhập của nước ngoài vào một cuộc bầu cử ở Hoa Kỳ là chưa từng có và cần phải có một cuộc điều tra của chính quyền sau này. Các phân tích tình báo sẽ bao gồm chiến tranh mạng độc hại trong cuộc bầu cử năm 2008 đến năm 2016. Một quan chức chính quyền cao cấp nói với CNN, Nhà Trắng tin là Nga can thiệp vào cuộc bầu cử. Quan chức này cho biết lệnh của Tổng thống Obama sẽ là một báo cáo để học hỏi những bài học, với những lựa chọn bao gồm cả biện pháp trừng phạt và phản ứng mạng bí mật chống lại Nga.
Vào ngày 12 Tháng 12 năm 2016, Bí thư báo chí Nhà Trắng Josh Earnest phê phán Trump phủ nhận ý tưởng Nga dùng cuộc tấn công mạng để gây ảnh hưởng đến cuộc bầu cử. Earnest so sánh sự tương phản giữa ý kiến của Trump trên Twitter với kết luận tháng 10 năm 2016 của Cộng đồng Tình báo Hoa Kỳ. Tại một cuộc họp báo của Nhà Trắng sau đó vào ngày 15, Earnest nói Trump và công chúng đã biết trước cuộc bầu cử năm 2016 về những nỗ lực can thiệp của Nga, gọi đó những sự thật không thể chối cãi. Bộ trưởng Ngoại giao Hoa Kỳ John Kerry nói trong ngày 15 Tháng 12 năm 2016, về quyết định của Tổng thống Obama phê chuẩn tuyên bố chung tháng 10 năm 2016 của Bộ Nội An và Văn phòng Giám đốc tình báo quốc gia. Kerry tuyên bố quyết định của tổng thống đã được thảo luận và dựa vào các thông tin được các cơ quan tình báo cân nhắc một cách thận trọng. Ông cho biết tổng thống thấy cần phải cảnh báo công chúng Hoa Kỳ và đã làm điều đó.
Tổng thống Obama được phỏng vấn bởi phóng viên Steve Inskeep của Đài phát thanh công cộng Quốc gia về các hoạt động bí mật của Nga vào ngày 15 Tháng 12 năm 2016. Obama cho biết chính phủ Hoa Kỳ sẽ phản ứng bằng các phương pháp công khai và bí mật. Ông cho biết, chính phủ có thể nói về động cơ đằng sau các hoạt động của Nga tốt hơn, sau khi báo cáo tình báo, ông đã ra lệnh, được hoàn thành. Obama nhấn mạnh nỗ lực của Nga gây hại nhiều cho Clinton hơn Trump trong chiến dịch. Tại một cuộc họp báo vào ngày hôm sau, Tổng thống Obama nhấn mạnh về lời khuyên vào tháng 9 năm 2016 của ông với Putin, hãy ngừng tham gia vào chiến tranh mạng chống lại Hoa Kỳ  Obama giải thích, Hoa Kỳ đã không công khai đáp lại hành động của Nga do lo sợ nếu làm như vậy sẽ bị cho là thiên vị đảng phái. Ông nói rằng Hoa Kỳ sẽ phản ứng để gửi một biểu tượng rõ ràng cho thế giới là sẽ có những hậu quả khắc nghiệt đối với can thiệp như vậy. Tổng thống Obama giảm thiểu xung đột giữa chính quyền của ông và sự chuyển đổi sang Trump, nhấn mạnh chiến tranh mạng chống lại Hoa Kỳ phải là một vấn đề của cả hai đảng.

### Trừng phạt đối với Nga
Ngày 29 tháng 12 năm 2016, chính phủ Hoa Kỳ công bố các biện pháp trừng phạt rộng lớn nhất chống lại nước Nga kể từ Chiến tranh Lạnh; Nó áp đặt lệnh trừng phạt với bốn quan chức hàng đầu của GRU và tuyên bố 35 gián điệp Nga ở Mỹ persona non grata và ra lệnh cho họ phải rời khỏi nước Mỹ trong vòng 72 giờ, và công bố thêm các biện pháp trừng phạt khác, một số trong đó có thể không được tiết lộ cho công chúng. Bộ Ngoại giao Hoa Kỳ cũng công bố việc đóng cửa của hai dinh thự bên bờ sông được sử dụng bởi các nhân viên tình báo Nga, một ở Upper Brookville, New York, Long Island, và một ở Centreville, bang Maryland, trên Eastern Shore. Một tuyên bố của Nhà Trắng nói rằng "các hoạt động trên mạng của Nga được dự định để gây ảnh hưởng đến cuộc bầu cử, làm xói mòn lòng tin vào thể chế dân chủ Mỹ, gieo nghi ngờ về tính toàn vẹn của quá trình bầu cử của chúng ta, và làm suy yếu lòng tin vào các cơ quan của chính phủ Mỹ."  Tổng thống Obama cho biết "những hành động này theo sau những cảnh báo tư nhân và công cộng lặp đi lặp lại mà chúng ta đã nói với cho chính phủ Nga, và là một phản ứng cần thiết và phù hợp đối với những nỗ lực để gây tổn hại lợi ích của Mỹ vi phạm những chuẩn mực quốc tế được thiết lập về cách đối xử." 

#### Đóng cửa dinh thự
Ngày 30 tháng 12, hai dinh thự ở Maryland và New York được dùng như những nơi tu dưỡng sang trọng cho các nhà ngoại giao Nga khác nhau trong nhiều thập kỷ trước đó đã bị đóng cửa theo lệnh của chính phủ Mỹ. Theo cố vấn an ninh Obama Lisa Monaco, 2 tòa nhà này được dùng để thu thập thông tin tình báo.
- Biệt thự ở Maryland, vị trí thơ mộng trên một bán đảo ở cửa biển hai con sông cách Washington-DC 90 phút bằng xe hơi, được mua vào năm 1972.
- Biệt thự lỗng lẫy ở New York nằm ở ngay bờ biển của Long Island (59 phòng, 14 ha đất), được mua từ năm 1951.[101]

## Phản ứng và phê bình

### Chính phủ Nga

Ngoại trưởng Nga Sergei Lavrov nói Nga không can thiệp vào cuộc bầu cử Hoa Kỳ.

Chính phủ Nga cho biết họ không có dính líu tới. Trong một bản tuyên bố được đưa ra cho Reuters tại Moscow, Dmitry Peskov đại diện cho Tổng thống Nga Vladimir Putin cho biết không có việc Nga hay tổ chức chính phủ của họ tham gia. Sergei Lavrov, Ngoại trưởng Nga, phủ nhận những báo cáo về sự tham gia của Nga trong cuộc bầu cử ở Hoa Kỳ năm 2016. ABC News ghi nhận về báo cáo Putin trực tiếp tham gia các hoạt động bí mật, đại diện của ông gọi các cáo buộc này là "vô lý". Peskov nói rằng đó là "rác rưởi". Reuters tường thuật Sergei Lavrov xuất hiện trên đài truyền hình chính phủ Rossiya-24 để nói chuyện về những khẳng định Putin chỉ đạo can thiệp bầu cử. Lavrov bị sốc bởi những báo cáo đầu tiên về vấn đề qua NBC News, và gọi những khẳng định như vậy là "ngớ ngẩn". Ngày 16 tháng 12 năm 2016, Peskov kêu gọi chính phủ Hoa Kỳ phải chấm dứt cuộc thảo luận về chủ đề này trừ khi nó cung cấp bằng chứng để hỗ trợ cho các khẳng định về sự can thiệp của Nga trong cuộc bầu cử.

### Donald Trump

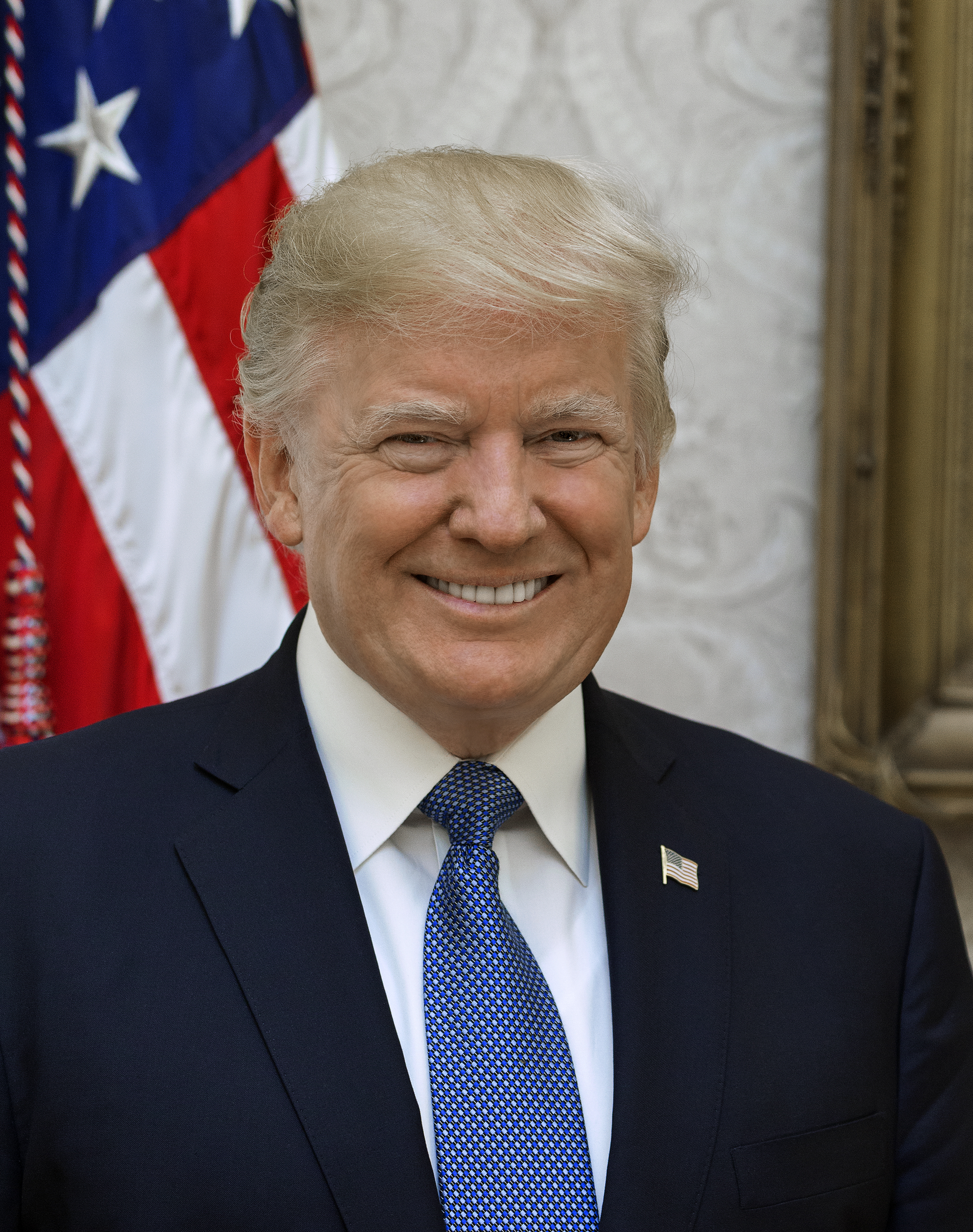
Nhóm chuyển tiếp của Donald Trump gạt bỏ kết luận của CIA

Trước khi tranh cử tổng thống của mình, Donald Trump tuyên bố với Fox News vào năm 2014, trong đó ông đồng ý với đánh giá của giám đốc FBI James Comey về hack chống Mỹ bởi Nga và Trung Quốc. Trump được cho xem một đoạn clip của Comey từ 60 Minutes thảo luận về sự nguy hiểm của các cuộc tấn công không gian mạng. Trump nói, ông đồng ý với các vấn đề các mối đe dọa mạng gây ra bởi Trung Quốc, và nhấn mạnh là có một vấn đề tương tự như vậy cho Mỹ do Nga gây ra: "Không, tôi nghĩ ông ấy đúng 100%, đó là một vấn đề lớn, và chúng ta cũng có vấn đề  này với Nga. Bạn thấy cuối tuần qua. Nga đang làm điều tương tự ".
Vào tháng 9 năm 2016, trong cuộc tranh luận tổng thống đầu tiên, Trump cho biết ông nghi ngờ liệu có ai biết ai hack DNC, và tranh cãi về sự can thiệp của Nga. Trong cuộc tranh luận thứ hai, Trump cho biết có thể không có ai hack cả, và hỏi tại sao trách nhiệm lại đổ vào Nga.
Sau cuộc bầu cử, Trump phủ nhận những phân tích của CIA. Nhóm chuyển giao của Trump đưa ra một tuyên bố chính thức, gây chú ý tới sự thiếu chính xác trước đây tại CIA. Bản tuyên bố cho biết, liên quan đến những người ở CIA đã kết luận sự can thiệp của Nga trong cuộc bầu cử, "Đây là những người mà cũng nói Saddam Hussein có vũ khí hủy diệt hàng loạt."  Tuy nhiên, các nhà phân tích tình báo tham gia giám sát hoạt động của Nga khác với những người đánh giá rằng Iraq có kho dự trữ vũ khí hủy diệt hàng loạt. Phản ứng trước bài tường thuật của The Washington Post, Trump bác bỏ các báo cáo về sự can thiệp của Nga, và gọi chúng là "vô lý"; ông đổ lỗi cho phe Dân chủ thất vọng về kết quả cuộc bầu cử cho công bố các báo cáo này.
Trump ca ngợi Putin trì hoãn những biện pháp trả đũa chống lại Hoa Kỳ bằng cách nói rằng đó là một "một bước đi rất hay về sự trì hoãn" và nói thêm: "Tôi luôn biết rằng ông ta rất thông minh!".

### WikiLeaks
Vào tháng 7 năm 2016, người sáng lập WikiLeaks Julian Assange nói rằng anh không thấy bằng chứng email bị rò rỉ từ DNC là từ Nga. Trong tháng 11 năm 2016, Assange cho biết Nga không phải là nguồn các email của John Podesta bị hack được Wikileaks công bố. Ngày 04.1.2017 trong một cuộc phỏng vấn với kênh truyền hình Fox News, Assange phủ nhận đã nhận được các tài liệu từ chính phủ Nga. Tuy nhiên, ông không loại trừ ra rằng, chúng có thể được một nhóm trung gian tiết lộ.

### Ủy ban Quốc gia Cộng hòa
RNC cho biết, máy chủ của họ không bị xâm nhập, trong khi thừa nhận các tài khoản email cá nhân của đảng Cộng hòa (bao gồm Colin Powell) bị vi phạm. Hơn 200 email của Colin Powell được đăng trên trang web DC Leaks. Tham mưu trưởng được chỉ định bởi Trump và Chủ tịch RNC Reince Priebus xuất hiện trên Meet the Press vào ngày 11 tháng 12 năm 2016, và đánh giá thấp các kết luận CIA. Khi được hỏi bởi Chuck Todd, Nga có can thiệp vào cuộc bầu cử không, Priebus nói, chưa hề có tài liệu quyết định khẳng định sự tham gia của Nga - một tuyên bố được đánh giá là "sai" bởi trang web kiểm tra sự thật Politifact.com, ghi nhận Priebus bỏ qua kết luận của Giám đốc Tình báo Quốc gia và Bộ an ninh Nội địa từ tháng 10 năm 2016.

### Cộng đồng tình báo

#### Thành viên hiện thời
Đánh giá của CIA, và việc Trump bác bỏ nó, tạo ra một đổ vỡ trước mắt và chưa từng có giữa tổng thống mới đắc cử và cộng đồng tình báo. Ngày 11 tháng 12 năm 2016, các quan chức tình báo Hoa Kỳ trả lời sự phản đối của Trump về những phát hiện này trong một tuyên bố bằng văn bản, và cho là Trump tranh chấp kết luận của họ là động cơ chính trị hoặc không chính xác. Họ viết các quan chức tình báo được thúc đẩy để bảo vệ an ninh quốc gia Hoa Kỳ. Cùng ngày, The Guardian đưa tin, các thành viên của cộng đồng tình báo lo sợ bị Donald Trump trả thù, khi ông nhậm chức, để đáp ứng với các báo cáo đã được ban hành. Các nhân viên đang phục vụ chỉ ra những nỗ lực của Trump nhận diện các công chức trong Bộ Năng lượng, mà đã tham gia hội thảo khoa học về biến đổi khí hậu, là một ví dụ song song. Họ cho là việc trả đũa của Trump hầu như chắc chắn.
Tại buổi điều trần ở Ủy ban Quân vụ Thượng viện Hoa Kỳ ngày 05/01/2017, Giám đốc Cơ quan Tình báo Quốc gia, James Clapper tấn công Donal Trump, cho là có sự khác biệt giữa nghi ngờ và bôi nhọ.